# Estación Asanami

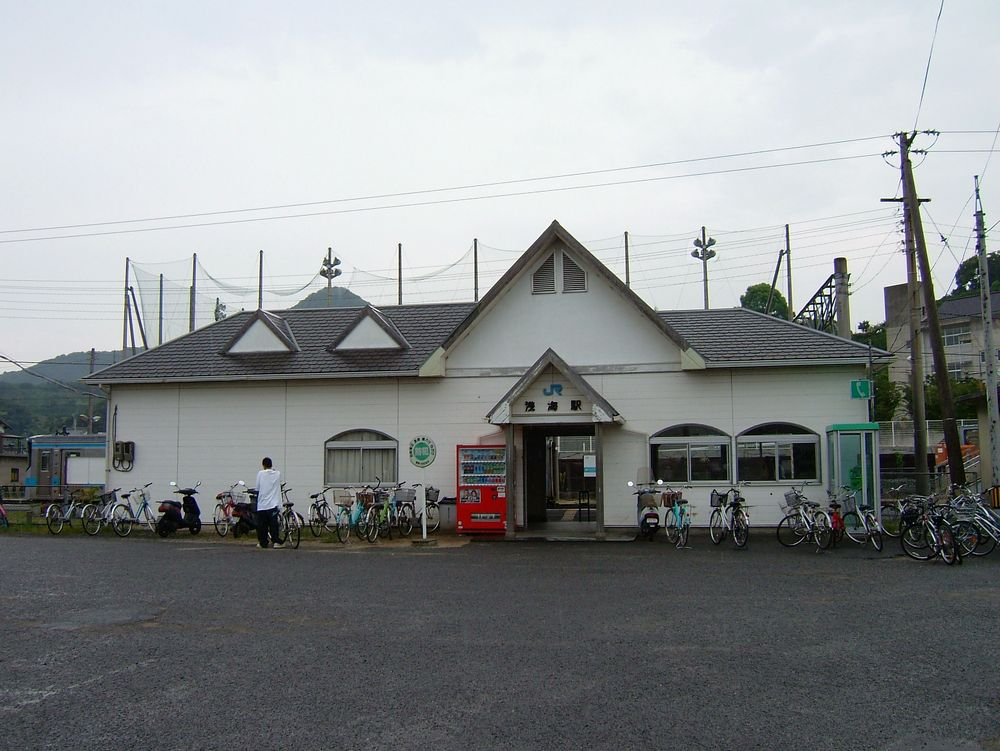
Estación, en el año 2006

La estación Asanami (浅海駅 Asanami-eki?) es una estación de la línea Yosan de la Japan Railways que se encuentra en la ciudad de Matsuyama de la prefectura de Ehime. El código de estación es el "Y46".

## Características
Es la última estación de la ciudad de Matsuyama en dirección hacia la ciudad de Imabari.

## Estación de pasajeros
Cuenta con dos plataformas, entre las cuales se encuentran las vías. Cada plataforma cuenta con un andén (andenes 1 y 2). El andén 1 es el principal y, sólo para permitir el sobrepaso a los servicios rápidos se utiliza el andén 2.

### Andenes
| 1 | ● Línea Yosan | Hacia Imabari, Nyugawa, Saijo, Niihama, Iyomishima, Kawanoe y Kanonji (los servicios rápidos no se detienen)                    |
| 1 | ● Línea Yosan | Hacia Hojo y Matsuyama (los servicios rápidos no se detienen)                                                                   |
| 2 | ● Línea Yosan | Hacia Imabari, Nyugawa, Saijo, Niihama, Iyomishima, Kawanoe y Kanonji (sólo para permitir el sobrepaso a los servicios rápidos) |
| 2 | ● Línea Yosan | Hacia Hojo y Matsuyama (sólo para permitir el sobrepaso a los servicios rápidos)                                                |

## Alrededores de la estación
- Ruta Nacional 196

## Historia
- 1926: el 28 de marzo se inaugura la estación Asanami.
- 1987: el 1° de abril pasa a ser una estación de la división Ferrocarriles de Pasajeros de Shikoku de la Japan Railways.

## Estación anterior y posterior
- Línea Yosan 
  - Estación Kikuma (Y45)  <<  Estación Asanami (Y46)  >>  Estación Ooura (Y47)